# 菩提泉
菩提泉（ぼだいせん）とは、室町時代に奈良菩提山（ぼだいせん）正暦寺（しょうりゃくじ）で造られた僧坊酒で、もっとも上質で高級であったとされる酒の銘柄である。その技術に裏付けられた名声は南都諸白として奈良流に受け継がれていった。

## 歴史

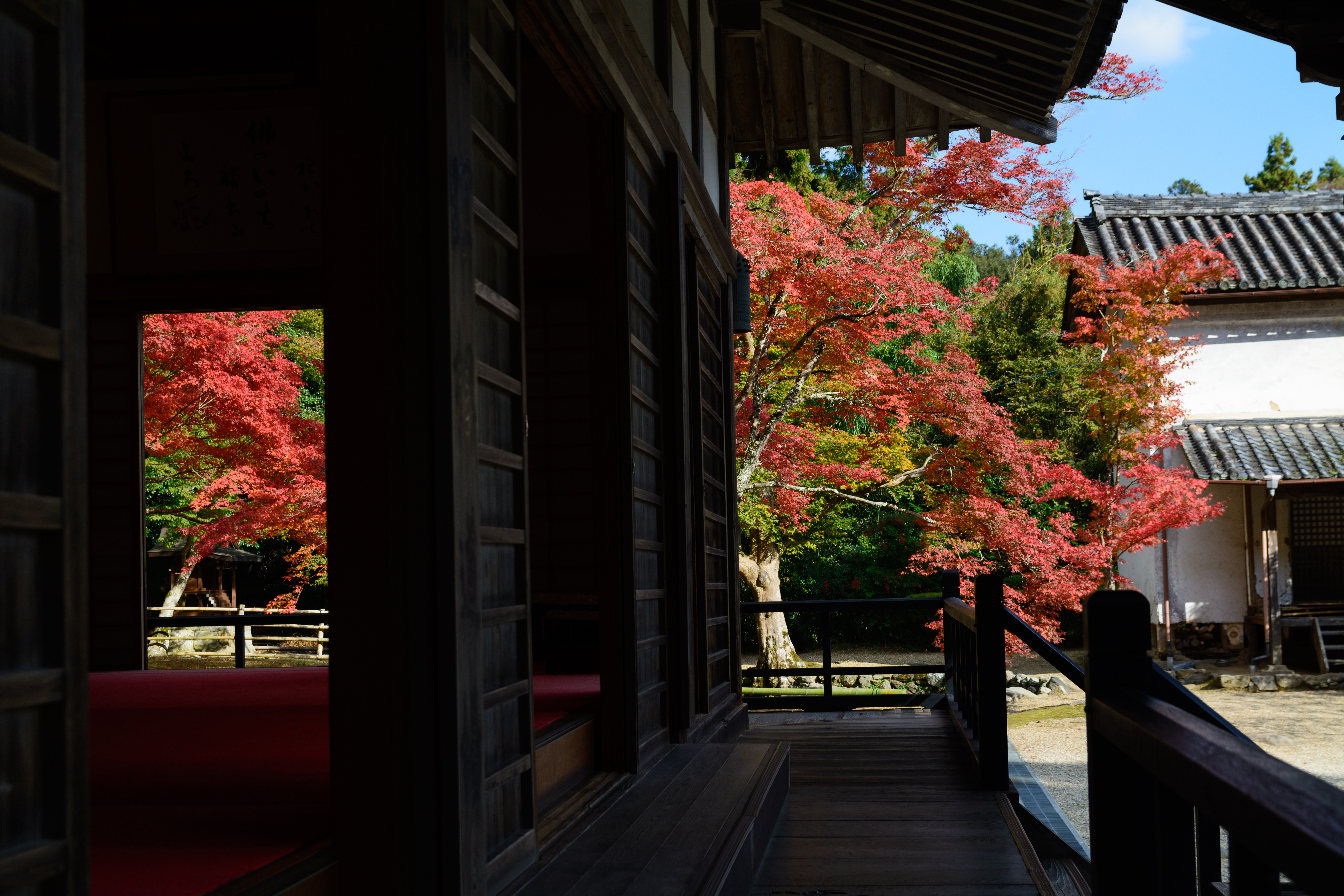
奈良菩提山正暦寺

中世の日本において、先端の醸造技術は大和国や河内国の大寺院が造る僧坊酒が担っていた。

室町時代の酒造技術書『御酒之日記』（1429-1466年推定成立）に、正暦寺で造られていた僧坊酒菩提泉の醸造法が記されている。正暦寺ではその後、経験による高度な知識の集積によって近代醸造法の基本となる技術を確立していった。

精緻に洗練された技術で醸造される「菩提泉」は「奈良捶（ならたる）」「奈良」「奈良酒」「山樽」などと呼ばれ、支配階級の間でもっとも愛好された酒であった。天下第一の僧坊酒として興福寺大乗院門跡を通じて朝廷で特に愛飲され、また、室町幕府九代将軍義尚は、菩提泉を「酒に好悪有り。興福寺より進上の酒もっとも可なり」と絶賛したことが1485年（文明17年）の『蔭涼軒日録』に記されている。興福寺大乗院の経尋は『経尋大僧正記』で1522年（大永2年）に「無上之酒山樽」「名酒山樽」と絶賛している。

1582年（天正10年）5月、織田信長が明智光秀に饗応を命じ、武田勝頼討伐に功をなした徳川家康を安土城でもてなした「安土饗応」で、興福寺を通じて送られた山樽（諸白）が「比類無シトテ、上一人ヨリ下万人称美」と絶賛されたことが『多聞院日記』に記されている。

安土桃山時代には、酒造りの主流が僧坊酒から町方の造り酒屋に移っていくが、僧坊酒菩提泉の技術を受け継いだ奈良流の技法で醸造される酒は南都諸白として高く評価された。

## 製法
『御酒之日記』には菩提泉の造り方が次のように記されている。
これは、まず乳酸発酵を行い、酸性条件で酵母の増殖を促し、アルコール発酵を行うという方法である。この乳酸発酵を利用した酵母が「菩提酛」と言われる酒母の概念の始まりである。

さらに、正暦寺や興福寺諸坊では安土桃山時代までに諸白仕込み、菩提酛、煮酛、三段仕込み、上槽、火入れ、大容量の木桶などの技術を開発、集積し、それらを巧みに組み合わせて上質の澄み酒を醸造する諸白造りの技法を確立した。

## 菩提酛

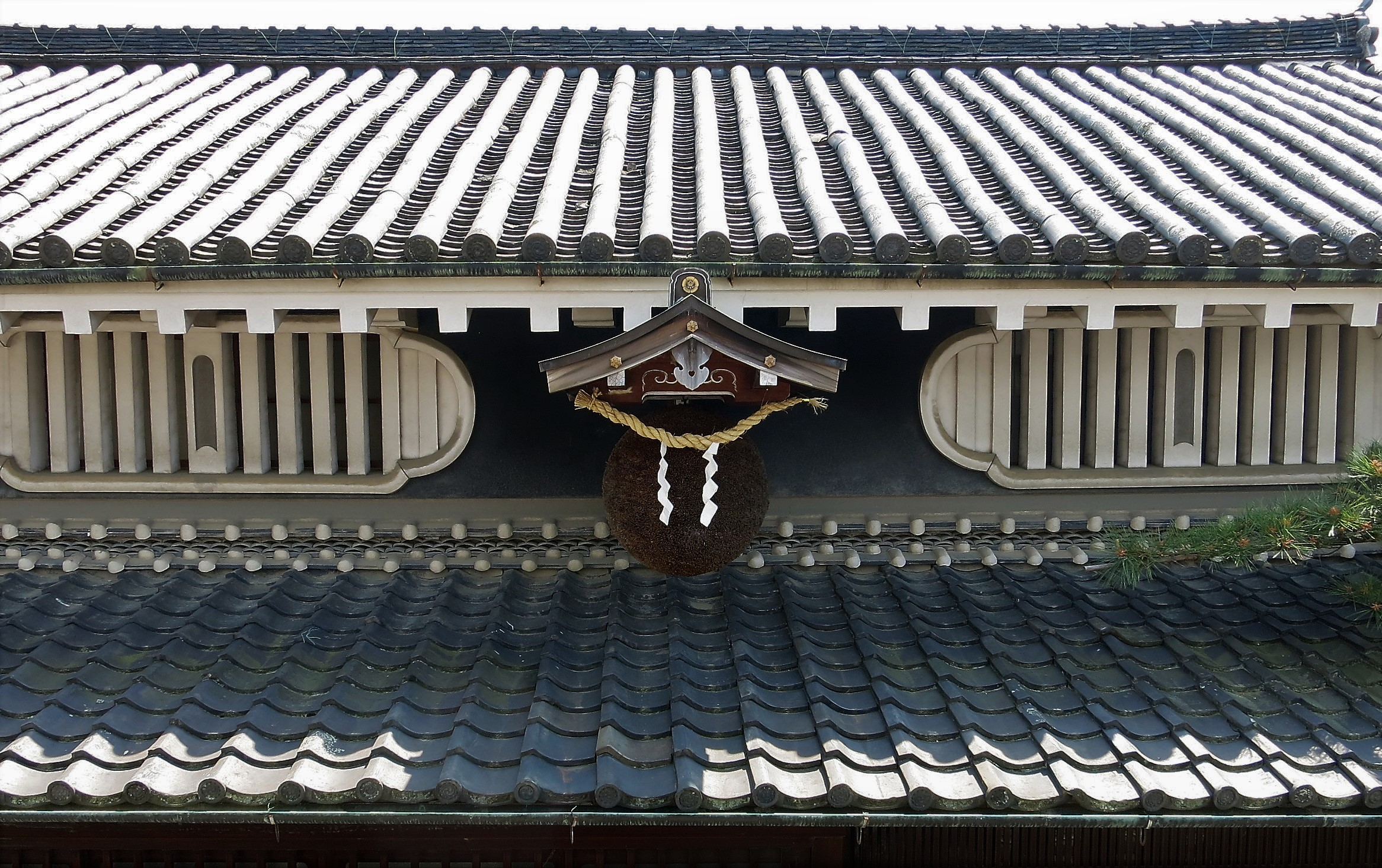
当時の製造技術を復活させ、製造されたブランドを『鷹長』として発売する油長酒造。

正暦寺から分けられた酒母は「菩提酛（もと）」と呼ばれた。明治時代まで奈良県の酒蔵で使われたが、政府が酒造方法に関する規制を強め、消失した。

1986年、奈良県の酒蔵15社と正暦寺、奈良県工業技術センター、大学などが「奈良県菩提酛による清酒製造研究会」を設立。菩提山の湧き水から酒造に適した乳酸菌を発見した。これを「菩提酛」とみなして1999年に寺内での酒造を復活させるとともに、「日本清酒発祥之地」と刻んだ記念碑を建てた。その後、研究会に参加した各酒蔵もこの「菩提酛」による酒造りを行っている。